# Greg Wrangler
Greg Wrangler (ur. 20 października 1966 w Tarrytown, w stanie Nowy Jork) – amerykański aktor.

## Filmografia

### Filmy kinowe
- 2004: Bob Steel jako Ovid
- 1998: Bóg, seks i pasztet jabłkowy (God, Sex & Apple Pie) jako Tim
- 1995: Śmiertelny weekend (Dead Weekend) jako TWF # 1
- 1994: Ring of Steel jako Chuck
- 1993: Anioł 4: Śmiercionośna broń (Angel 4: Undercover) jako Gwiazda rocka
- 1993: Mumia żyje (The Mummy Lives) jako dr Carey Williams
- 1991: No Secrets jako szeryf
- 1990: Przeklęty kamień (The Runestone) jako Bob
- 1989: Barbarzyńska królowa II (Barbarian Queen II: The Empress Strikes Back) jako Aurion
- 1987: O.C. & Stiggs jako Jefferson Washington

### Seriale TV
- 2006: CSI: Kryminalne zagadki Nowego Jorku (CSI: NY) jako Daniel Thomason
- 2006: Herosi (Heroes) jako Pierwszy Szef
- 2005: Arrested Development jako Wrangler Jeff
- 2005: The Inside jako Barry Presley
- 2001: Prezydencki poker (The West Wing) jako tajny agent
- 2001: Żar młodości (The Young and the Restless) jako Steve Connolly
- 2001: Król królowych (The King of Queens) jako Coach
- 2000: Prezydencki poker (The West Wing) jako tajny agent
- 2000: Spin City jako Dostawca
- 2000: Przyjaciele (Friends) jako Strażak
- 1999: V.I.P. jako Carlos Montecinas
- 1999: Ostry dyżur (ER)
- 1999: Prezydencki poker (The West Wing) jako tajny agent
- 1998: Sekrety Weroniki (Veronica’s Closet) jako Chłopak od samobadaniowej grupy
- 1997: Żywot z Rogerem (Life with Roger) jako przystojniak
- 1997: USA High jako Derek Donovan
- 1997: Arli$$ jako policjant blondyn
- 1997: Kancelaria adwokacka (The Practice) jako Martin
- 1996: Wszystkie moje dzieci (All My Children) jako Pierce Riley #2
- 1995: Nocny Patrol (Baywatch Nights) jako Ned Simon
- 1995: Cybill jako facet o dobrym wyglądzie
- 1994: Babilon 5 (Babylon 5) jako strażnik ochroniarz
- 1992–1994: Żar młodości (The Young and the Restless) jako Steve Connolly
- 1987: Moda na sukces (The Bold and the Beautiful) jako adwokat Ron Deacon
- 1986: Guiding Light jako Peter

### Filmy krótkometrażowe
- 2006: Fair Trade jako Peter